# Magnolia virginiana
Magnolia virginiana és una espècie de planta dins la família Magnoliaceae. És l'espècie tipus del gènere Magnolia.

## Morfologia
Magnolia virginiana és un arbre caducifoli o de fulla persistent (segons el clima). És planta nativa de l'est dels Estats Units d'Amèrica. Viu a la terra baixa i a les zones pantanoses i arriba a fer 10 metres d'alt. Les seves fulles són de disposició alterna i són simples amb els marges enters i fan 6-12 cm de llargada i 3-5 cm d'amplada. Les seves flors són blanques i de 8-14 cm de diàmetre i tenen una forta olor de vainilla Els seus fruits són fol·licles de 3-5 cm de llargada.

## Cultiu
Magnolia virginiana sovint es planta en jardins per les seves atractives flors i s'ha hibridat artificialment amb altres espècies de magnòlies com M. globosa, M. grandiflora, M. insignis, M. macrophylla, M. obovata, M. sieboldii i M. tripetala.

## Galeria

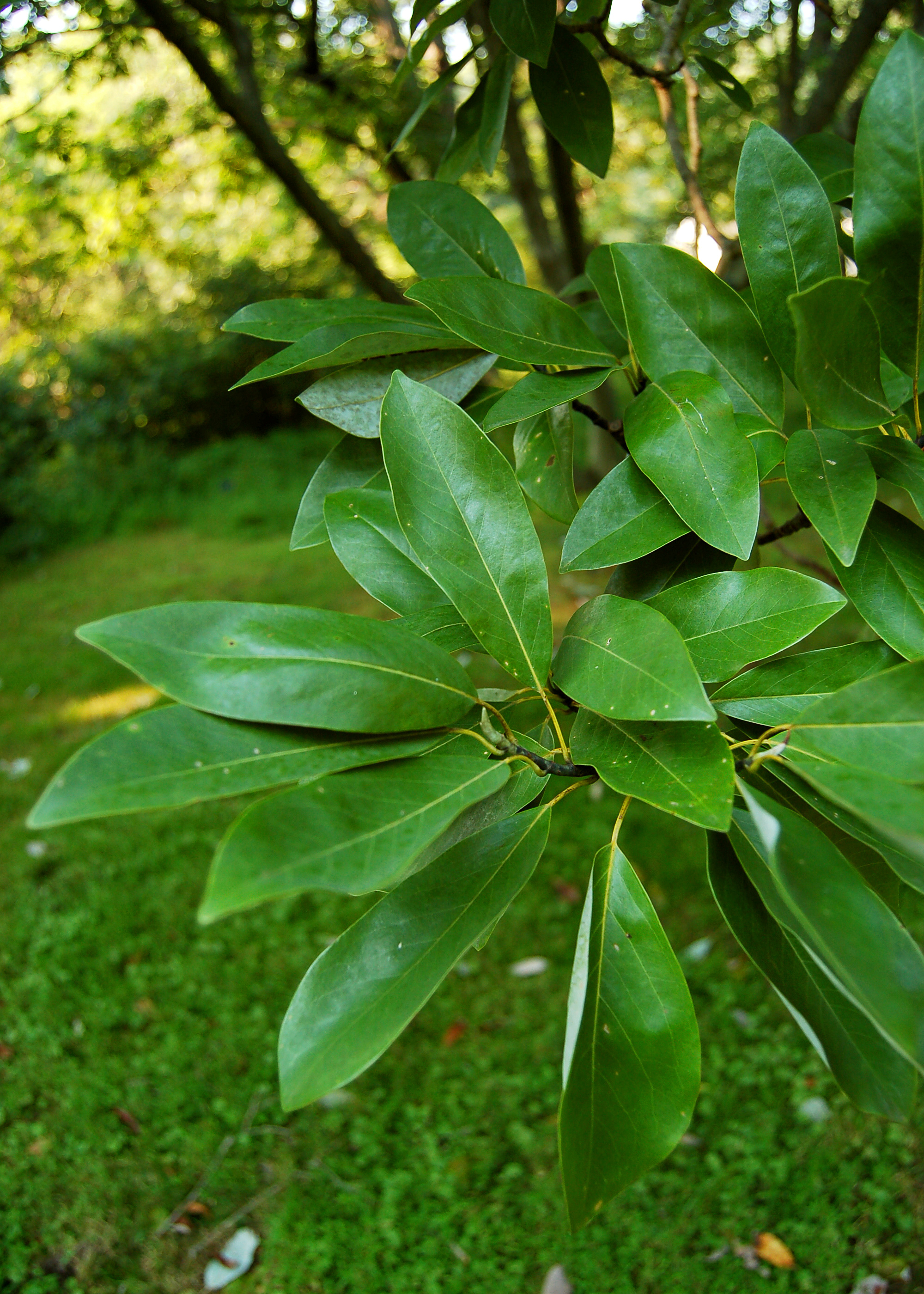
Fulles
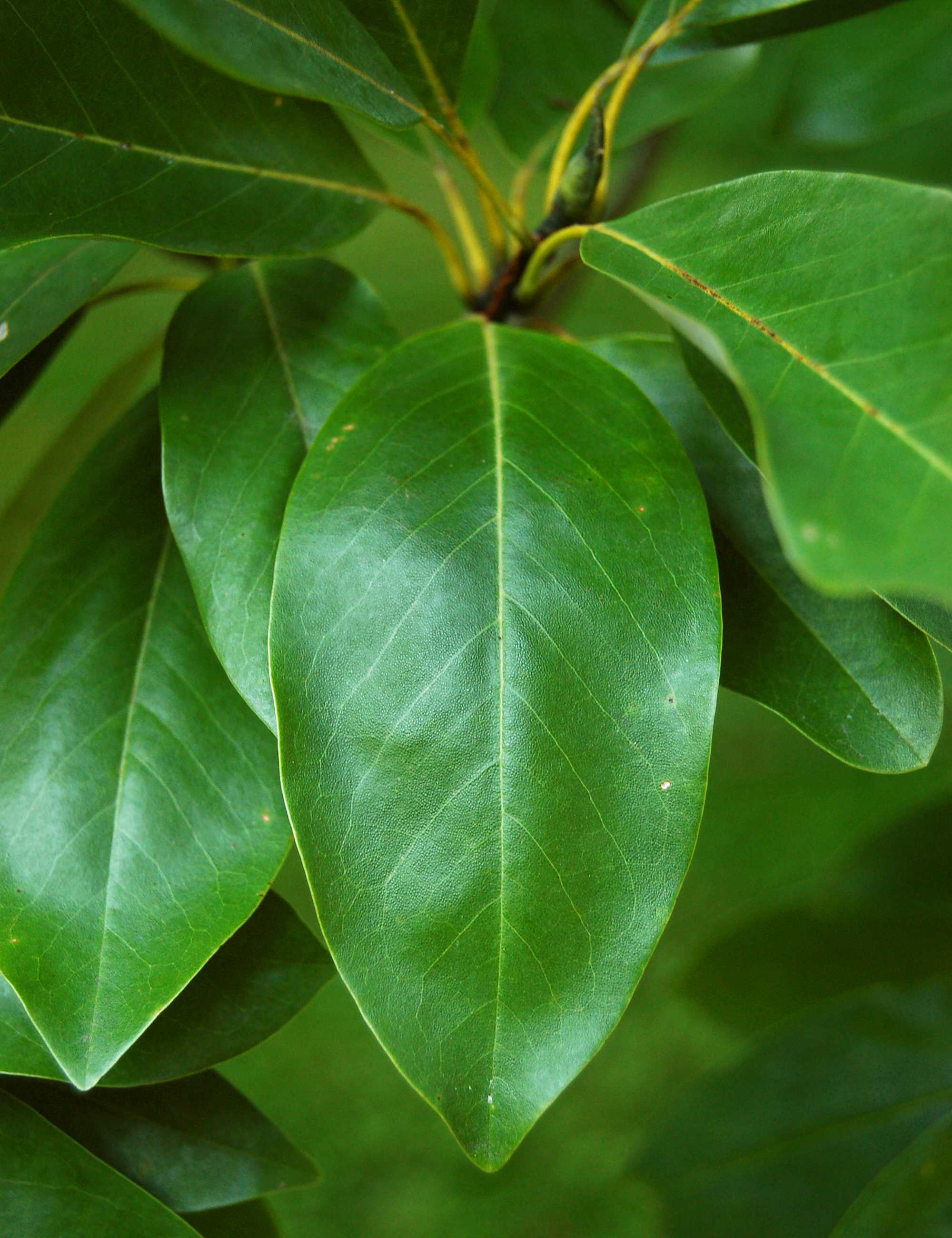
Detall de la fulla
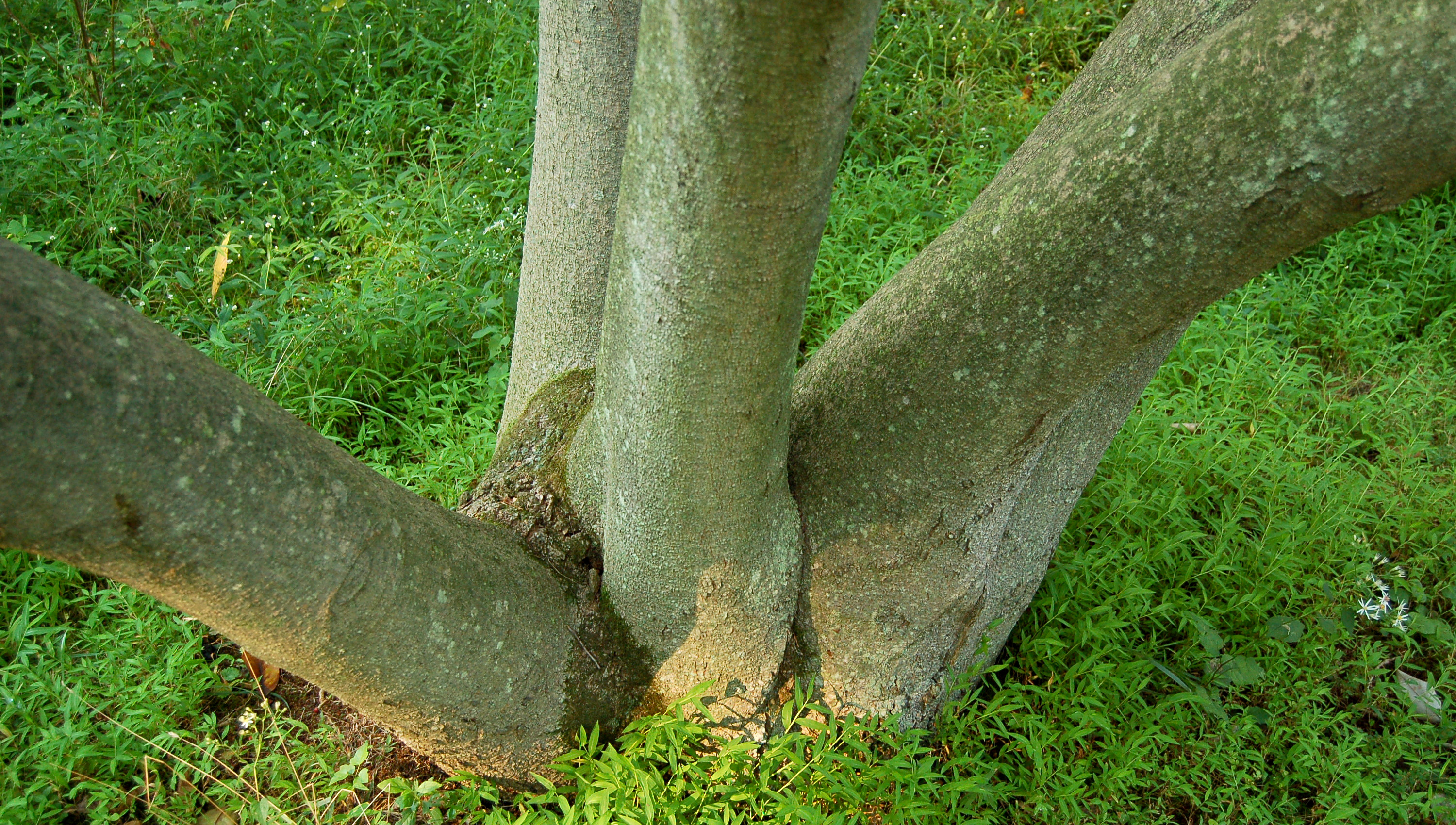
Base del tronc
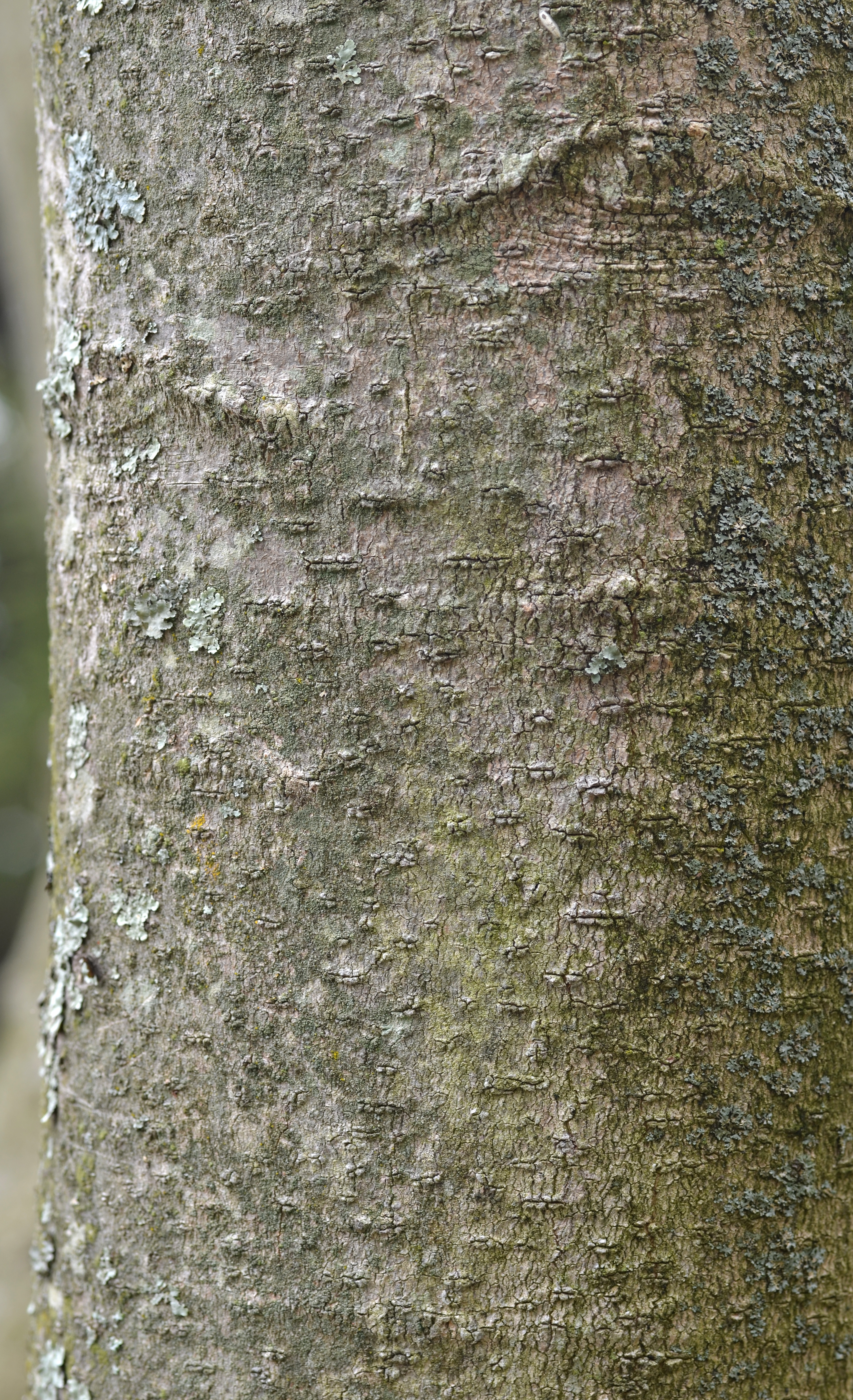
Detall de l'escorça
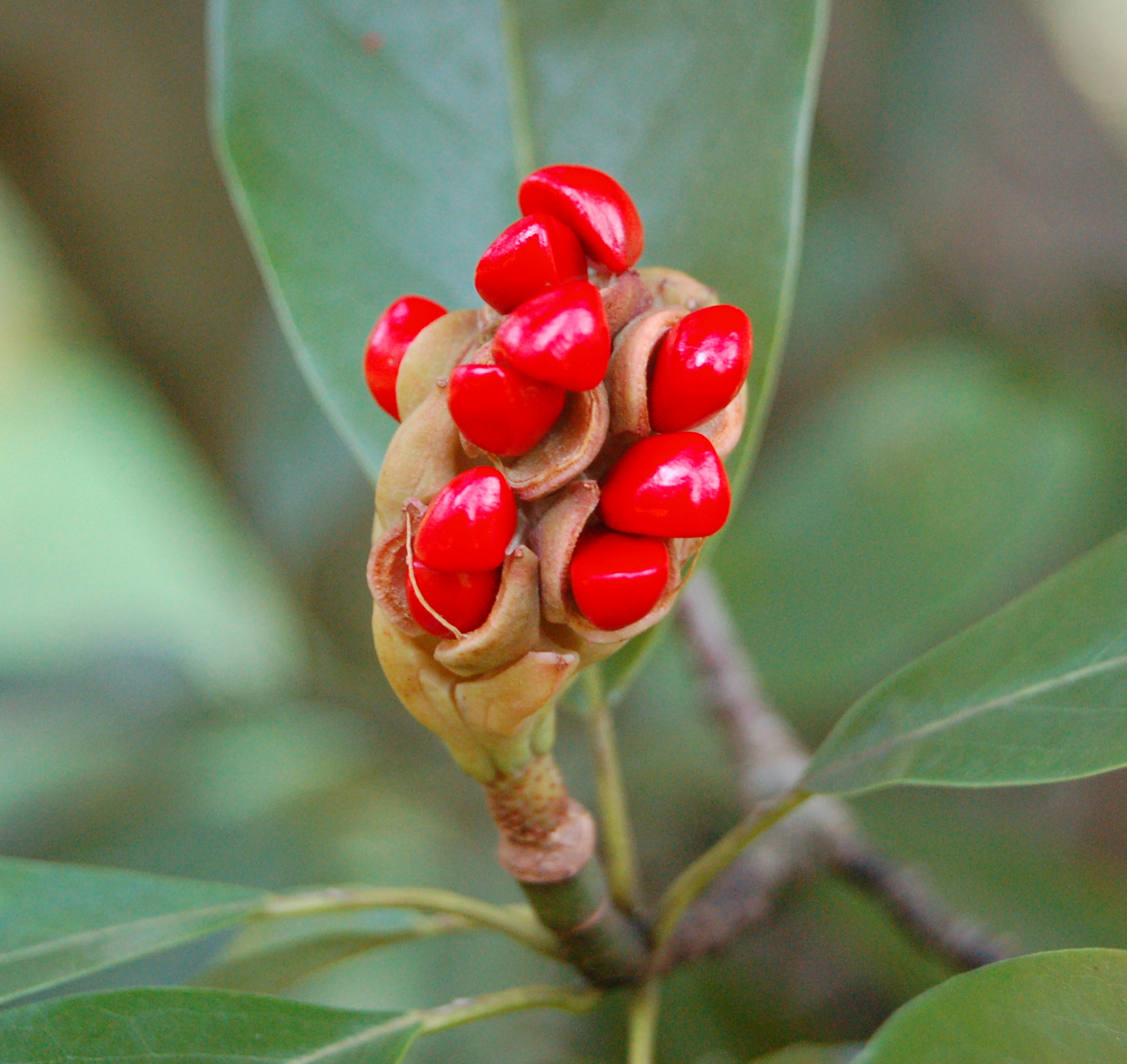
Fruits
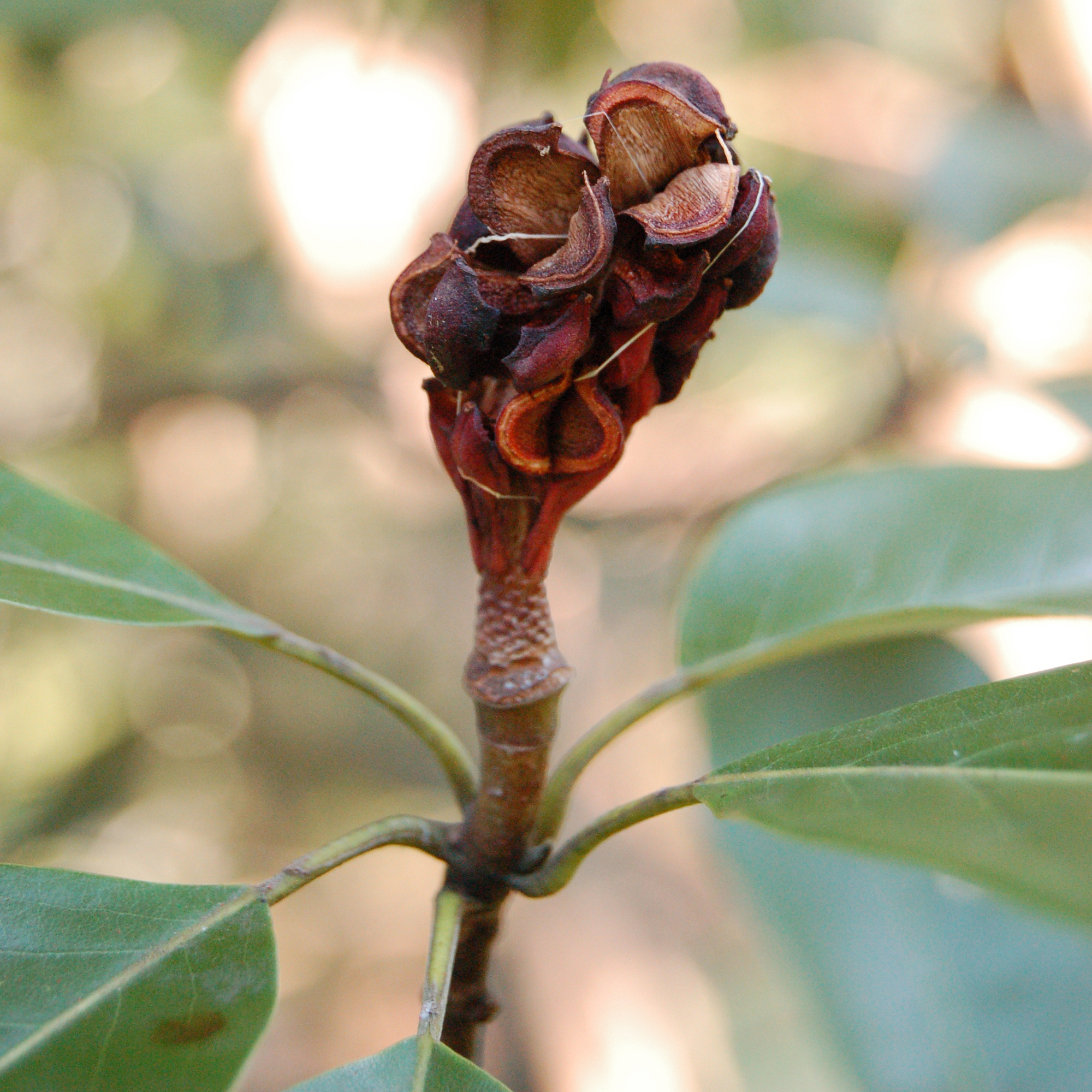
Fruits secs